# Балерина (филм, 2025)
„Балерина“ (на английски: From the World of John Wick: Ballerina) е американски екшън филм, пета част от поредицата за Джон Уик и развивайки се между събитията в „Джон Уик 3“ (2019) и „Джон Уик 4“ (2023). В главната роля влиза Ана де Армас, която играе балерината и наемен убиец – Ив Макаро. Заснет е основно в Прага, както и в Будапеща, Халщат и Дубровник. Чад Стахелски, който режисира предишните филми за Джон Уик, участва като продуцент.
Премиерата на филма е на 6 юни 2025 година в САЩ и получава добри отзиви.

## Сюжет
Филмът започва, когато Ив Макаро (Ана де Армас) е още дете и баща ѝ се опитва да измъкне себе си и нея от влиянието на насилствен култ. Ив успява да се измъкне, но баща ѝ е убит от лидера на култа – Канцлера (Гейбриъл Бърн). След това Ив тренира в продължение на 12 години при групата на Руска Рома за професионален убиец, докато един ден не убива човек със същия белег на ръката като този, който има убиецът на баща ѝ. Това я стимулира да разбере повече за сектата и да отмъсти за убийството на баща си.

## В ролите
- Ана де Армас – Ив Макаро
- Анжелика Хюстън – Директорът, лидер на Руска Рома
- Гейбриъл Бърн – Канцлерът
- Ланс Редик – Харон
- Норман Ридъс – Даниел Пайн
- Каталина Сандино Морено – Лена
- Иън Макшейн – Уинстън Скот
- Киану Рийвс – Джон Уик